# Yli-Ii
Yli-Ii este o fostă comună din Finlanda.